# Holodiscus argenteus
Holodiscus argenteus är en rosväxtart som först beskrevs av Carl von Linné d.y., och fick sitt nu gällande namn av Carl Maximowicz. Holodiscus argenteus ingår i släktet vippspireor, och familjen rosväxter.

## Underarter
Arten delas in i följande underarter:
- H. a. bifrons
- H. a. typicus
- H. a. matudai
- H. a. velutinus
- H. a. alpestris

## Bildgalleri

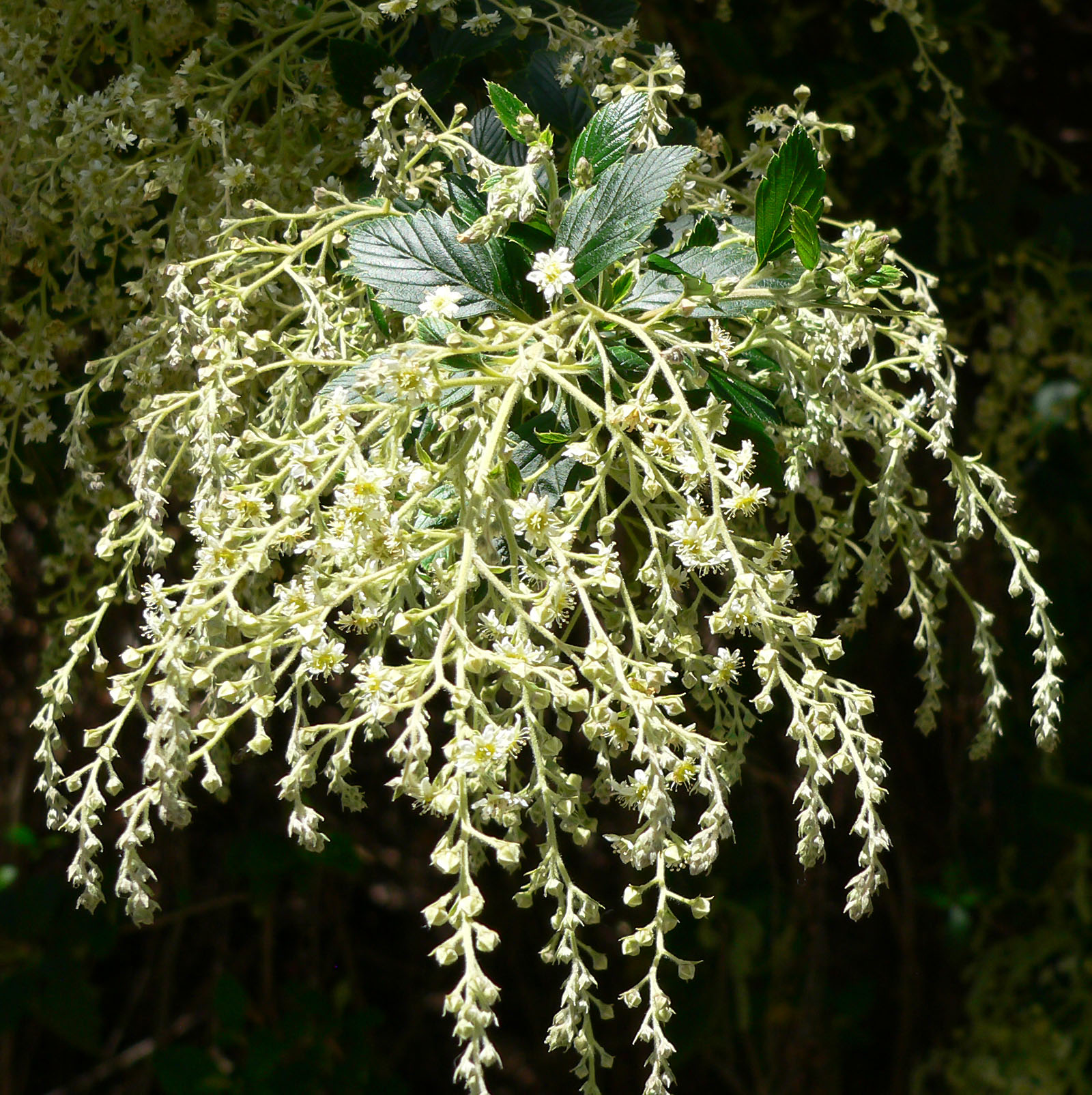
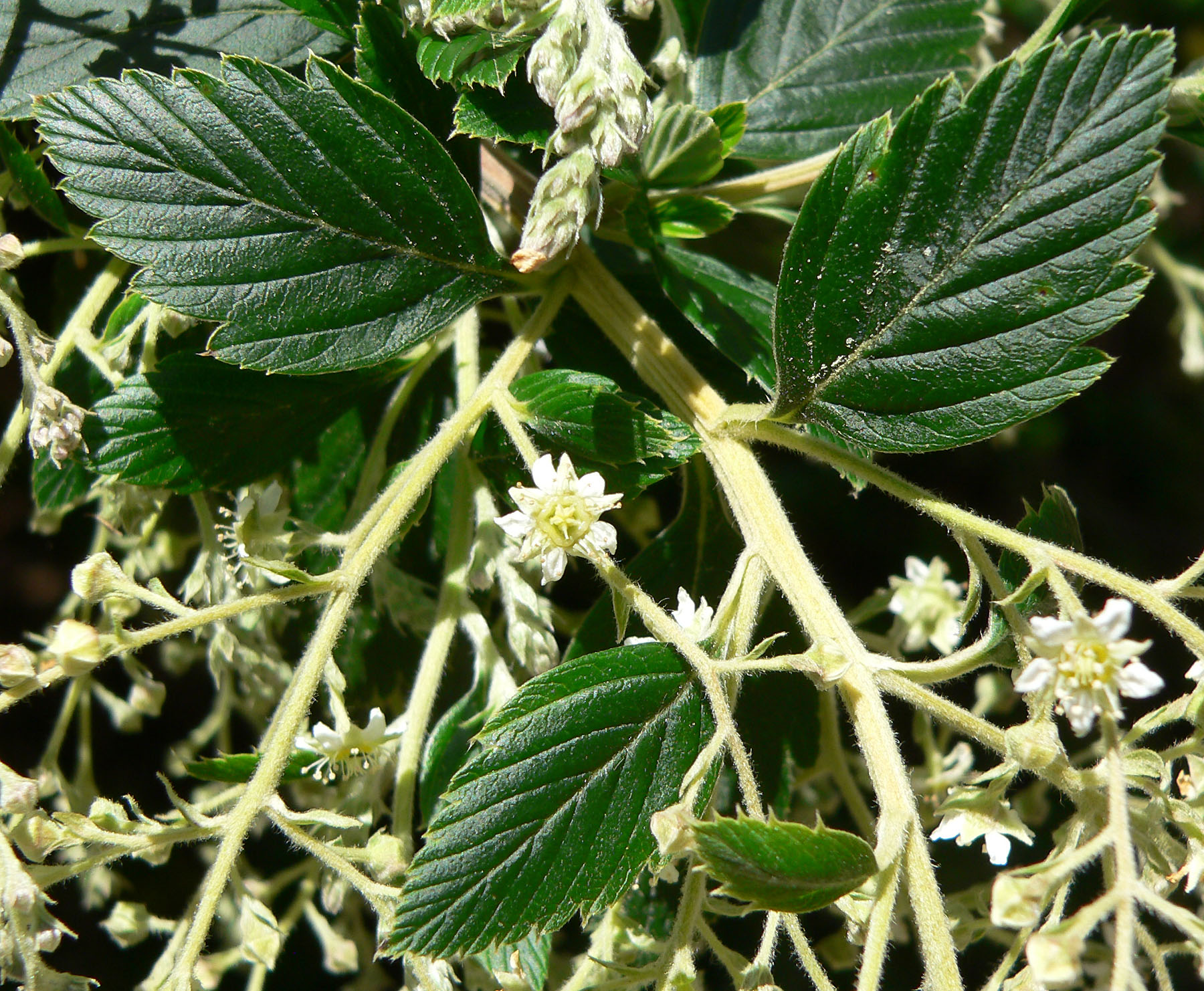
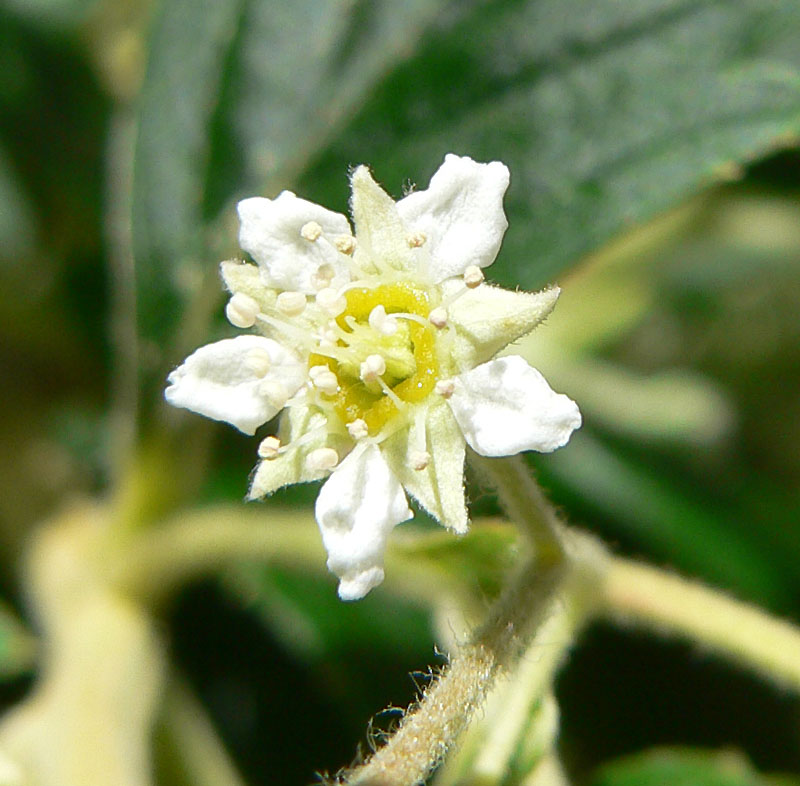
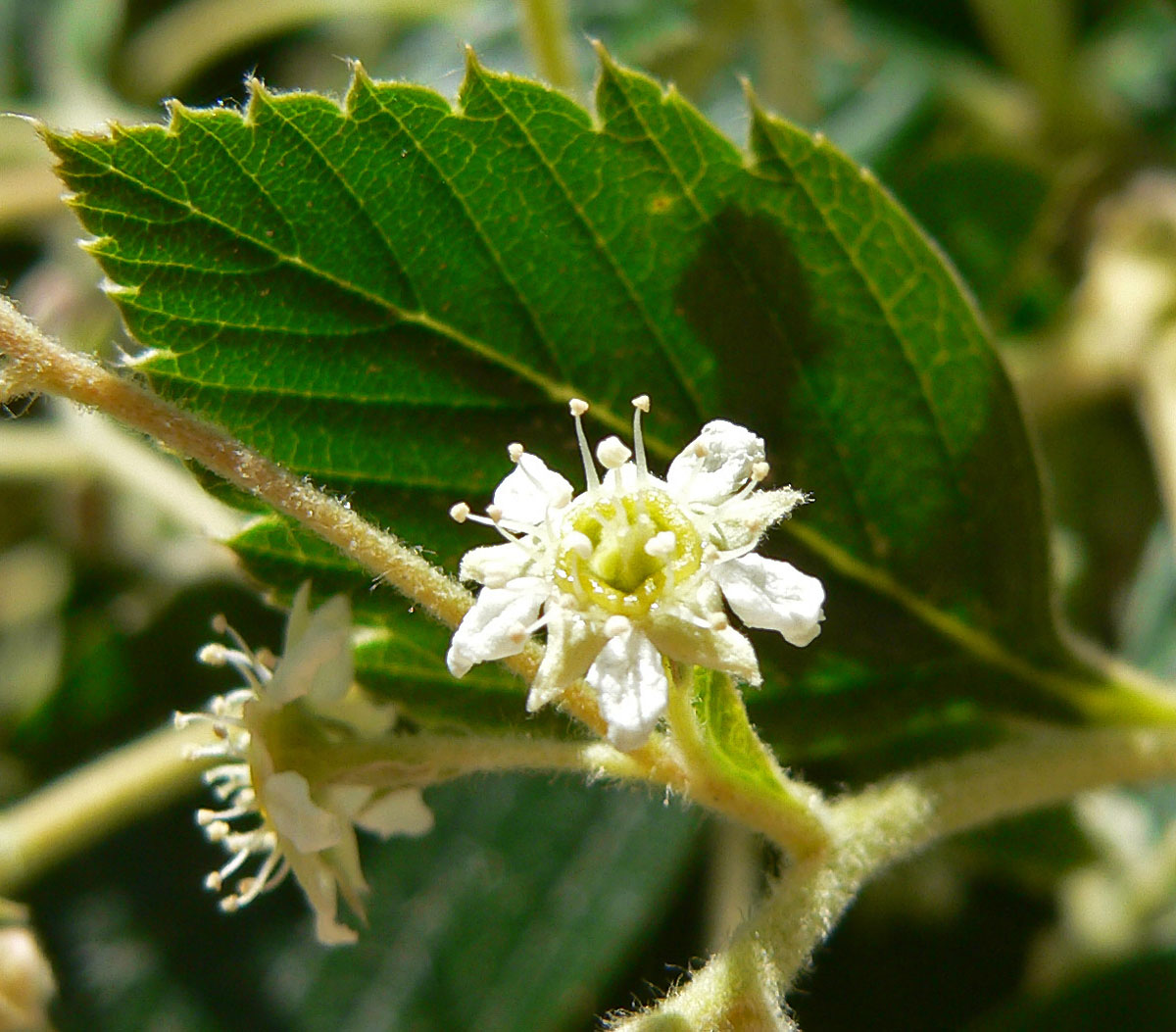